# Křivoklát
Křivoklát – miasteczko i gmina w Czechach, w powiecie Rakovník, w kraju środkowoczeskim. Według danych z dnia 1 stycznia 2021 liczyła 684 mieszkańców.
W miejscowości jest przystanek kolejowy Křivoklát.

## Zabytki
- Zamek Křivoklát(inne języki)